# Бик Фарнезе
40°51′12″ пн. ш. 14°15′02″ сх. д. / 40.8534° пн. ш. 14.2505° сх. д.
Бик Фарнезе (італ. Toro Farnese) — антична багатофігурна скульптурна група, що зображує покарання  Дірке братами Амфіоном і Зетом.. Є характерним твором епохи еллінізму.

## Історія
Створена на замовлення уряду Родоса братами Тавріском і Аполлонієм Тралійськими, що належали до родоської скульптурної школи, відомої як «пейзажисти». З часом її було перевезено з Родосу до Риму.
Згодом її придбав політик й колекціонер Гай Азіній Полліон. Скульптура була популярною, про що свідчать її численні копії: в настінних розписах Помпей, на гемах і лідійських монетах. Про неї згадує Пліній Старший. У III до н. е. прикрашала двір південносхідної палестри Терм Каракалли.
Скульптуру, розбиту на шматки, виявили в епоху Відродження, 1546 році в ході розкопок терм Каракалли в Римі, зроблених римським папою Павлом III з роду Фарнезе. Її встановили у внутрішньому дворі Палаццо Фарнезе в Римі, від чого вона й отримала свою назву. Про це повідомляв 1575 року гравер Стефано Дюперак.
Її реставрували у 1579 році Гульєльмо делла Порта і Джованні Баттиста Б'янкі під наглядом Мікеланджело, який пропонував використовувати скульптуру для прикраси фонтану.
У 1787 році неаполітанський король Фердинанд VII як спадок своєї бабці Єлизавети Фарнезе, разом з іншими творами колекції родини Фарнезе перевіз скульптурну групу до Неаполя. Перевезення здійснили морем до Мергелліни, а звідти до вілли в Кьяї. Після реставрації на чолі із Анджело Брунеллі групу виставили на загальний огляд в кінці головної вулиці Неаполю на високому подіумі в центрі невеликої затоки. 1791 року її зробили частиною фонтану на віллі Гайя, заміської резиденції родини Фарнезе. 1808 року нову реставрацію здійснив Андреа Калі.
У 1826 році помістили в палаці Каподімонте, переобладнаному в музей. Втім за багато років перебування на відкритому повітрі вона сильно постраждала. Тому 1848 року було проведено нову реставрацію під орудою Анджело Соларі.

## Опис
Відображає міф про Дірке. Тому вважається, що спочатку скульптура називалася «Покарання Дірке». Але у XVI ст. вважали, що вона зображує Геркулеса, який приборкує Критського бика. Припускають також, що оригіналом була не скульптура, а малярське зображення IV або III ст. до н. е. 
Спочатку групу вважали оригіналом, пізніше визнали копією, виконаною на початку III ст. н. е. спеціально для Терм Каракалли. На користь цього свідчать невеликі завитки на гриві бика, глибоко опрацьовані буравом, і загострені складки шат Антіопи і Дірке характерні для епохи династії Северів. Втім інші дослідники зауважують, що оскільки оригінал, привезений Гаєм Полліоном спочатку розташовувалася в Азінієвих садах, замовити копію спеціально для терм означало б, що обидва твори були б виставлені дуже близько один від одного, в чому не було сенсу. 
Скульптура має висоту близько 3,7 метра. Імовірно, скульптура була зроблена з цільного шматка мармуру з основою розміром 2,95 × 3,00 м і вагою 24 т. Підніжжя, що має вигляд своєрідного скульптурного пейзажу, який зображає гору Кіферон, де нібито відбувалася подія, багато хто схильний вважати фантазією пізніших «реставраторів».  В результаті реставрацій були додані втрачені спочатку деталі: голова бика, фігура Антіопи зі списом (в наш час вважають, що її взагалі не було в оригіналі), верхня частина фігури Дірке і частини фігур, що представляють синів Антіопи, зображення звірів (крім собаки) і пастуха — уособлення гори Кіферон на підніжжі.
В процесі демонтажу групи в 1990-1991 роках всередині була виявлена порожнина, що дозволило припустити, що спочатку скульптура використовувалася як фонтан. Ця порожнина була створена в античні часи й поєднувалася з отвором в найвищій точці основи Бика. Ймовірно, вода надходила до скелястого рельєфу основи свинцевою трубою і, стікаючи донизу, створювала потік, що відокремлював Антіопу від інших фігур. З цього випливає, що скульптурна група могла бути встановлена у величезній чаші, в яку виливалася вода, а тварини, зображені рельєфом на основі навколо всієї групи, створювали картину водопою.